# Una jaula no tiene secretos
Una jaula no tiene secretos  es una película en blanco y negro coproducción  de Argentina y España dirigida por Agustín Navarro sobre el guion de Raúl Gurruchaga que se estrenó el 3 de octubre de 1962 y que tuvo como protagonistas a Luis Tasca, Nathán Pinzón, Fabio Zerpa, Alberto Olmedo y Nuria Torray.

## Sinopsis
En la tarde del 31 de diciembre el ascensor de un edificio de oficinas se descompone dejando encerrados a sus pasajeros.

## Reparto
- Luis Tasca ... Oscar "Moncho" Landoni
- Nathán Pinzón ... Ing. Carlos Espinelli.
- Fabio Zerpa ... Eduardo Laviera
- Alberto Olmedo ...Antonio Suarez ( ascensorista,)
- Nuria Torray ... Mercedes Davila
- Pablo Moret ... Alberto Gismondo
- Edmundo Sanders  ... Henry
- Alejandro Maximino ... Don Batista.
- Juan Carlos Lamas ... Comisario
- Rodolfo Onetto ... Calixto Garza
- Luis Rodrigo
- Javier Portales ... Larrabaquia
- Gloria Ferrandiz ... madre de Antonio
- Carlos Pamplona
- Martín Andrade ... Tito
- Cacho Espíndola ... Teodoro
- Fernando Iglesias ... bombero
- Pola Alonso ... Agustina Fernandez Losa
- Carlos Gandolfo ... hombre callado en ascensor
- María Esther Corán ... esposa de Landeri
- René Jolivet …Movilero
- Nelida Romero ... Corina
- Irma Gabriel ... Monica, esposa de Espinelli

## Comentarios
Jorge Miguel Couselo opinó en Correo de la Tarde:

”El director Navarro se mueve cómodo aunque su sentido del humor es limitado y relativo su manejo del diálogo y la interpretación.”

La Razón dijo del filme:

”Es una realización decorosa... sin petulancias de superproducción.”

Por su parte la crónica de Clarín opinó:

”Episodios esquemáticos y confusos… la interpretación tampoco contribuye a elevar el menguado interés de esta producción.”